# Alena Jindrová-Špilarová
Alena Jindrová, rozená Špilarová (30. června 1929, Spišská Nová Ves, Slovensko – 14. října 2016) byla česká pedagožka a překladatelka z
angličtiny.

## Život
Narodila se na Slovensku. Maturovala roku 1948 na klasickém gymnáziu v Plzni a v letech 1948–1952 vystudovala anglistiku a bohemistiku na Filozofické fakultě Univerzity Karlovy. Pak učila na gymnáziu v Domažlicích a od roku 1953 působila na katedře anglického jazyka Vysoké škole ekonomické v Praze, nejprve jako asistentka a od roku 1956 do odchodu do důchodu roku 1988 jako odborná asistentka. Kromě překladů (především beletrie, ale i odborná literatura a literatura faktu) publikovala také učební texty, odborné články a studie.
Byla manželkou překladatele Miroslava Jindry a jejich syn Štěpán je také překladatelem.

### Učebnice
- Vysokoškolská učebnice angličtiny pro začátečníky (Praha: SPN 1976), společně s Milenou Bočánkovou a Hanou Linhartovou.
- Angličtina pro pracovníky služeb a cestovního ruchu (Praha: SPN 1981), společně s Josefem Pytelkou a Hanou Krekulovou.
- Angličtina pro vnitřní obchod (Praha: SPN 1989).

### Překlady
- James Aldridge: Kéž bych nezemřel (Praha: SNKLHU 1959), společně s Miroslavem Jindrou.
- James Aldridge: Poslední exil (Praha: Odeon 1967).
- Beryl Bainbridgeová: Watsonova obhajoba (Praha: Olympia 2002).
- Marcelle Bernsteinová: Tělo a duše (Praha: DITA 1995).
- Marcelle Bernsteinová: Nebe a země (Praha: DITA 1997).
- Georgia Byngová: Úžasná kniha Molly Moonové o hypnotismu (Praha: Egmont 2003).
- Shirley Conran: Dívka v krajkách (Praha: Baronet 1993), také pod názvem Krajka (Praha: Levné kniby KMa 2008).
- Jacques-Yves Cousteau - Philippe Diolé: Delfíni (Praha: Mladá fronta 1979).
- Archibald Joseph Cronin: Světlo severu (Praha: SNKLU 1962).
- Robertson Davies: Krev se nezapře (Praha: Odeon 1994).
- Lindsey Davisová: Ztracené stříbro (Praha: BB/art 2002).
- Lindsey Davisová: Bronzové stíny (Praha: BB/art 2002).
- Lindsey Davisová: Měděná Venuše (Praha: BB/art 2003).
- Lindsey Davisová: Železná ruka (Praha: BB/art 2004).
- Lindsey Davisová: Poseidonovo zlato (Praha: BB/art 2004).
- Lindsey Davisová: Poslední dějství v Palmýře (Praha: BB/art 2005).
- Lindsey Davisová: Čas odejít (Praha: BB/art 2006).
- Lindsey Davisová: Soumrak v Cordubě (Praha: BB/art 2006).
- Lindsey Davisová: Tři ruce ve fontáně (Praha: BB/art 2007).
- Lindsey Davisová: Šelmy v aréně (Praha: BB/art 2007).
- Lindsey Davisová: Jedna panna navíc (Praha: BB/art 2008).
- Lindsey Davisová: Mrtvola v lázni (Praha: BB/art 2009).
- Lindsey Davisová: Jupiterův mýtus (Praha: BB/art 2009).
- Lindsey Davisová: Zločin nemá dovolenou (Praha: BB/art 2010).
- Lindsey Davisová: Saturnálie (Praha: BB/art 2011).
- Jude Deveraux: Sametový slib (Praha: Baronet 1992).
- Theodore Dreiser: Sestřička Carrie (Praha: SNKLHU 1957), společně s Miroslavem Jindrou.
- Gerald Durrell: Aye-aye a já (Praha: Melantrich 1994).
- Louise Eldrichová: Čarování s láskou (Praha: Odeon - Argo 1994).
- Nicholas Evans: Zaříkávač koní (Praha: Ikar - Knižní klub 1996).
- Francis Scott Fitzgerald: Bláznivá neděle (Praha: Odeon 2006).
- Francis Scott Fitzgerald: Poslední polibek (Praha: Dokořán 2010), společně s Lubomírem Dorůžkou.
- Francis Scott Fitzgerald: Povídky jazzového věku (Praha: Argo 2011), společně se Zdeňkem Beranem, Lubomírem Dorůžkou, Miroslavem Jindrou a Zdeňkem Urbánkem.
- Dian Fosseyová: Gorily v mlze (Praha: Mladá fronta 1988).
- Roger Fouts: Nejbližší příbuzní (Praha: Mladá fronta 2000).
- Michaelk Grant: Dvanáct cézarů (Praha: BB/art 1998).
- Michael Grant: Dějiny antického Říma (Praha: BB/art 1999).
- Oliver Goldsmith: Farář wakefieldský (Praha: SNKLHU 1954), společně s Miroslavem Jindrou.
- Robert Graves: Já, Claudius (Praha: Odeon 1970).
- Robert Graves: Claudius bůh a jeho žena Messalina (Praha: Odeon 1971).
- Karen Harperová: Černá orchidej (Praha BB/art, 1999).
- Michael Koepf: Zachraňte velrybu (Praha: Odeon 1983).
- Judith Krantzová: Salon se zárukou (Praha: Knižní klub 1995).
- Judith Krantzová: Salon na výsluní (Praha: Knižní klub 1996).
- Judith Krantzová: Dar lásky (Praha: Knižní klub 1997).
- Jane van Lawick-Goodallová: Nevinné bestie (Praha: Mladá fronta 1974).
- Margaret Laurenceová: Hledači pramenů (Praha: DITA 1993).
- Jane van Lawick-Goodallová: Ve stínu člověka (Praha: Mladá fronta 1979).
- Ira Levin: Rosemary má děťátko (Praha: Odeon 1976).
- Alice Munroová: Už dávno ti chci něco říct a jiné povídky (Praha: Paseka 2003).
- Alice Munroová: Nepřítel, přítel, ctitel, milenec, manžel (Praha: Paseka 2009).
- Alice Munroová: Útěk (Praha: Paseka 2011).
- Nejlepší kočičí příběhy (Praha: Ivo Železný 1997).
- Nejlepší psí příběhy (Praha: Ivo Železný 1996).
- Joyce Carol Oatesová: Oni (Praha: Odeon 1978).
- Joyce Carol Oatesová: Zahrada pozemských slastí (Praha: Odeon 1982).
- Joyce Carol Oatesová: Nesvaté lásky (Praha: Odeon 1986).
- Joyce Carol Oatesová: Bohyně a jiné ženy (Praha: Odeon 1988).
- Joyce Carol Oatesová: Země divů (Praha: Odeon 1997).
- Victoria Parkerová: Dětská ilustrovaná bible (Praha: Reader's Digest Výběr 2006), společně s Kateřina Kofroňovou a Jan Čermákem.
- Peter de Polmay: Svět Maurice Utrilla (Praha: Odeon 1970).
- Ian Rankin: Uzly a kříže (Praha: BB/art 2000).
- Ian Rankin: Hra na schovávanou (Praha: BB/art 2001).
- Ian Rankin: Zuby nehty (Praha: BB/art 2001).
- John Reed: Deset dnů, které otřásly světem (Praha: Panorama 1982).
- John Romer: Sedm divů světa, dějiny moderní imaginace (Praha: Columbus 1997).
- Edward Rutherfurd: Dublin – počátky (Praha: BB/art 2005), společně se Štěpánem Jindrou.
- Edward Rutherfurd: Irsko – probuzení (Praha: BB/art 2007), společně se Štěpánem Jindrou.
- Marjorie Shostaková: Nisa, dcera Kungů (Praha: Mladá fronta 1993).
- George Schaller: Zlaté stíny, pádící kopyta (Praha: Mladá fronta 1977).
- Adam Smith: Pojednání o podstatě a původu bohatství národů (Praha: SNPL 1958), společně s Vladimírem Irglem, Josefem Pytelkou a Sergejem Trymlem.
- Susan Sontagová: Nemoc jako metafora AIDS a jeho metafory (Praha: Mladá fronta 1997), společně s Janem Jařabem.
- Susan Sontagová: Vulkán (Praha: Paseka 2002).
- Michael Sparrow: Příhody venkovského lékaře (Praha: Paseka 2003).
- Michael Sparrow: Další příběhy venkovského lékaře (Praha: Paseka 2005).
- Monica Stirlingová: Divoká labuť (Praha: Odeon 1972).
- Graham Swift: Země vod (Praha: DITA 1993).
- Graham Swiftt: Mimo tento svět (Plzeň: Mustang 1997).
- Graham Swift: Poslední přání (Praha: DITA - Knižní klub 1997).
- Graham Swift: Světlo dne (Praha: Euromedia Group – Odeon 2003).
- Graham Swift: Zítřek (Praha: Euromedia Group 2007.)
- David Taylor: Veterinářem v zoo (Praha: Panorama 1985).
- David Taylor: Dračí doktor (Praha: Mladá fronta 1991).
- David Taylor: Další příběhy veterináře (Praha: Panorama 1992).
- Herbert Terrace: Šimpanz Nims (Praha: Mladá fronta 1985).
- Jan Trussová: Jasmína (Praha: DITA 1993).
- David Weiss: Mozart, člověk a génius (Praha: Odeon 1977).

## Ocenění
- Tvůrčí prémie za překlad knihy Joyce Carol Oatesové Zahrada pozemských slastí (Odeon 1982)
- Tvůrčí odměna za překlad díla Grahama Swifta Mimo tento svět (Mustang 1997)
- Tvůrčí odměna za překlad povídek Alice Munroové Už dávno ti chci něco říct (Paseka 2003)